# Manuel Araújo

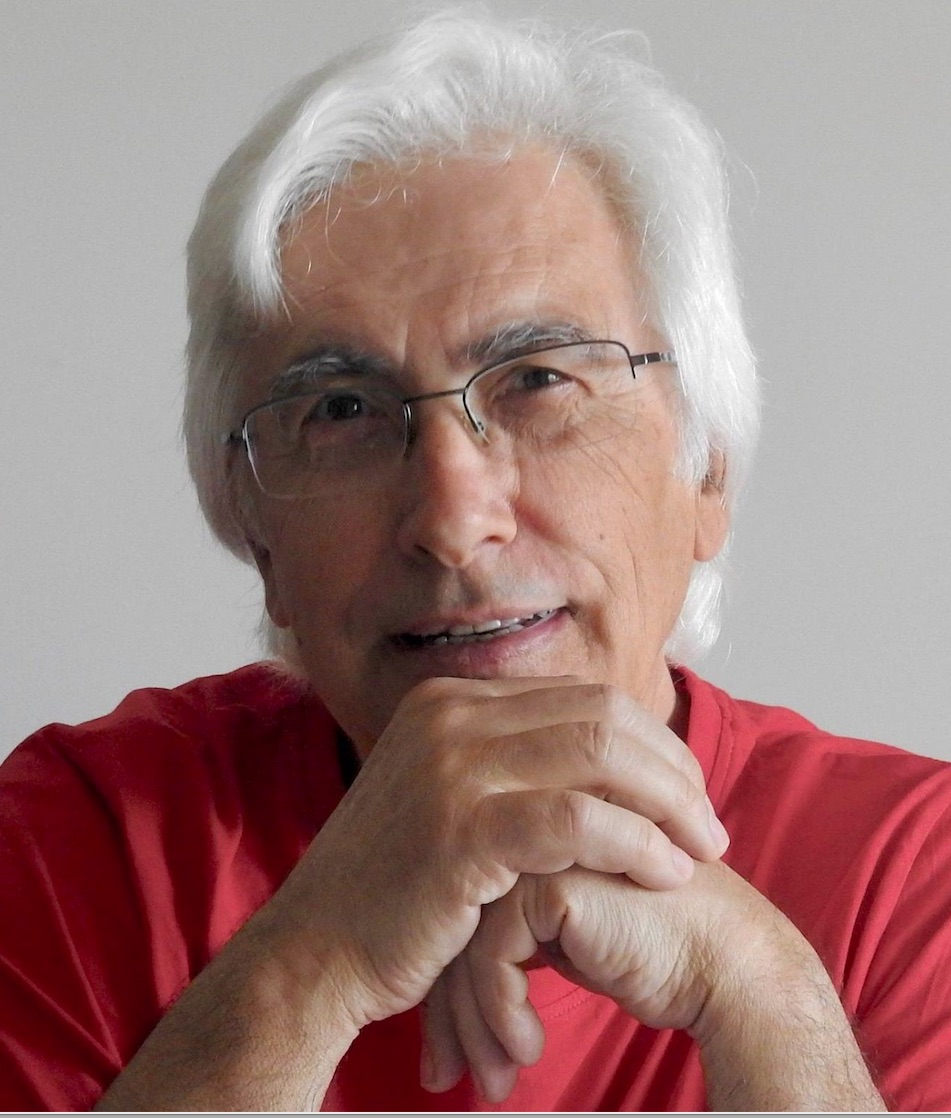
Manuel Araújo

Manuel Araújo é um jornalista português, que nasceu em Caldelas, Amares, em 16 de Abril de 1952. Possui a carteira profissional de jornalista nº 3000A. 
Fundou em 1998 com Adelino Sá, na Suíça, o jornal Gazeta Lusófona, órgão de comunicação social, dirigido às Comunidades da Língua portuguesa, emigradas na Europa.
Actualmente, é jornalista-freelancer na imprensa regional em Portugal e também editor e sub-Director da revista Lusitano de Zurique.